# Festival national d'archéologie de Privas
Le Festival National d’Archéologie de Privas (FNAP) propose chaque année depuis 2006 une semaine de rencontre entre professionnels de l'archéologie et grand public. 
Il est organisé par l'Association CARTA (Carte archéologique et recherche en terre d'Ardèche) et a lieu depuis 2006 en la ville de Privas (Ardèche), partenaire de l'opération ainsi que l'Inrap, le Conseil général de l'Ardèche et le Conseil régional de Rhône-Alpes.

## 2009: troisième édition
Du 19 au 26 avril 2009, avec pour thème « L'art des mets : l'archéologie dresse le couvert ! ».

Elle a traité des différentes formes d'alimentation au cours des âges à travers :
- diverses soirées thématiques et expositions à Privas et aux alentours, du 19 au 23 avril.
- un week-end de découverte archéologique (24-26 avril) avec la présence de stands d'archéologie expérimentale (fours de potiers, stands de meunerie et de saveurs antiques), d'un pôle éducatif et une série de conférences au théâtre de Privas.

## 2011: Journée de l'Archéologie (21 mai)
Dans le cadre de la "Journée de l'Archéologie", l'Association CARTA propose deux activités : 
- Une série de Conférences (Salle du Champ de Mars) :

- 14h/16 h. : Conférences sur le thème des moulins d'Ardèche (A. Belmont, N. Minvielle, C. Veron).
- 16h/17h30 : Présentation d'ouvrages archéologiques récents et collation.
- Visite sur site :

- À partir de 17h30 : Visite de la carrière de Veyras (tombes rupestres et carrière). 